# Hermann Gaßner sr.
Pour les articles homonymes, voir Hermann Gaßner et Gassner.

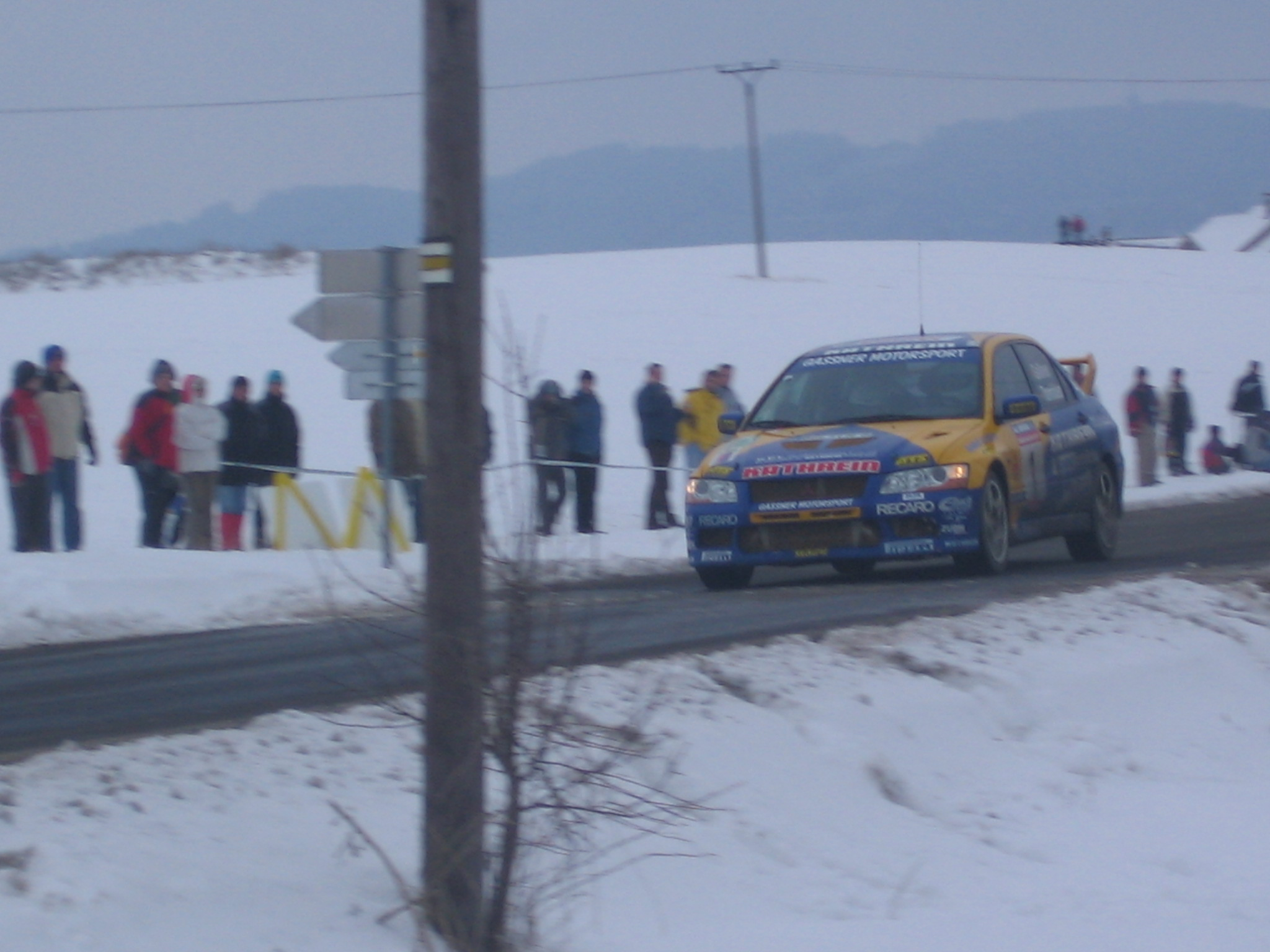
H. Gaßner sr. au rallye de Šumara, en 2005.

Hermann Gaßner senior, né le 8 juin 1959, est un pilote automobile allemand de rallyes.

## Biographie

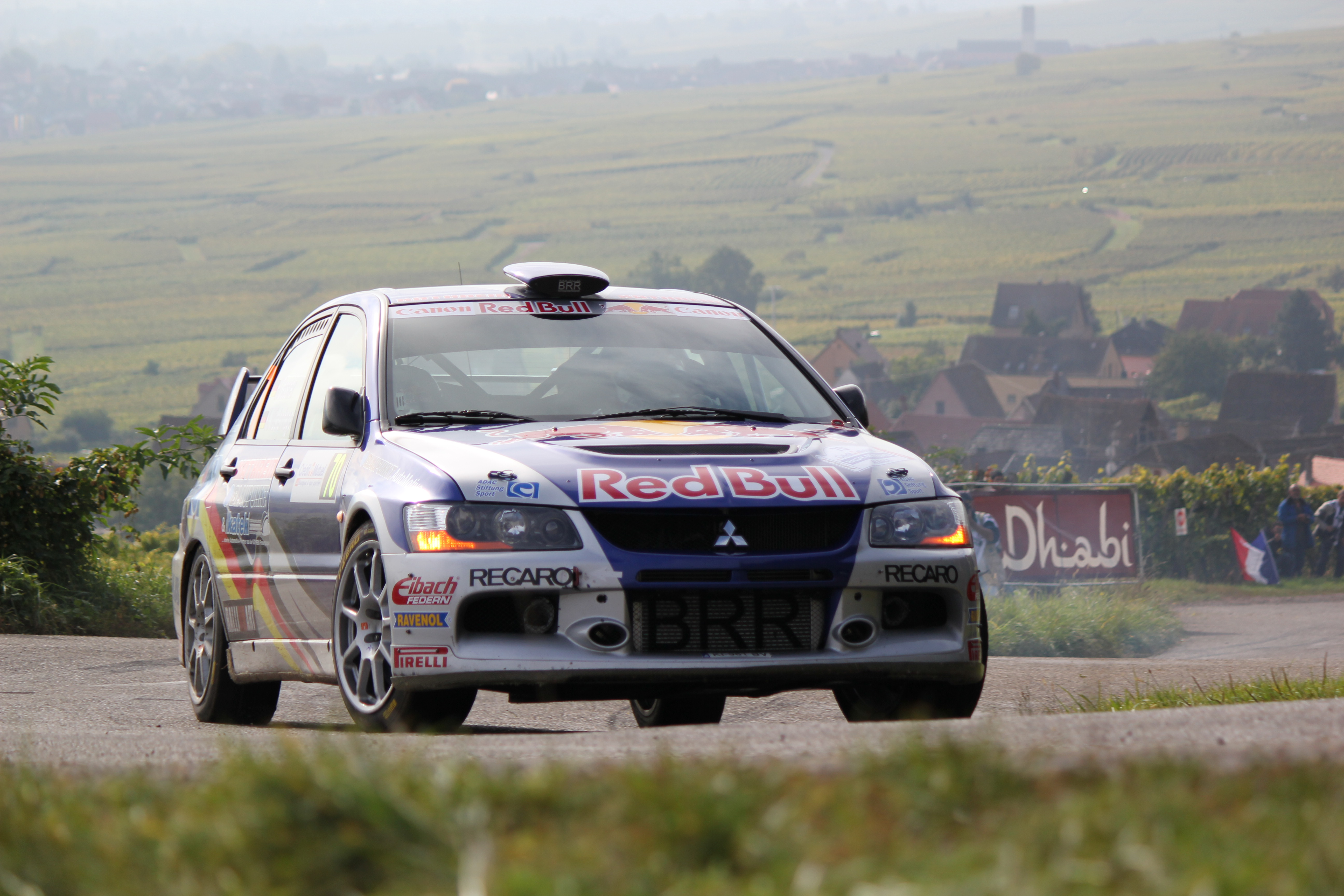
H.Gaßner jr. au rallye de France en 2010, sur Mitsubishi Lancer Evolution IX.

Ce pilote a débuté en compétitions automobiles en 1979, à peine âgé de 20 ans.
Il a disputé 17 épreuves du WRC, entre 1995 et 2008 (ses trois meilleurs classements: une 13e place au rallye d'Allemagne en 2002, une 17e au rallye Monte-Carlo en 1997, et une 18e au rallye du Portugal en 1995 (Gr.N)).
Ses apparitions les plus régulières en WRC (Groupe N) ont été durant les saisons 1995 et 1996.
Il est encore et toujours en activités officielles en 2013, à 54 ans passés, disputant très régulièrement le championnat allemand ADAC Rallye Masters en 2012-13. Il a évolué pour le Proton Kathrein-Renn Car Team privé, devenu Kathrein-Renn Rallye Team, depuis 1996, et exclusivement au sein du Groupe N depuis 1991 (catégorie où il a remporté de nombreuses victoires de classe).
Son fils, Hermann Gaßner jr. (en), né en 1988, est également un pilote de rallyes très précoce (son père ayant commencé à concourir lui aussi vers l'âge de vingt ans à peine).

## Palmarès(au 31/12/2015)

### Titres
- Septuple vainqueur de la Mitropa Cup, en 2001, 2007, 2008, 2009, 2010, 2013 et 2015 (copilote Karin Thannhäuser, sur Mitsubishi Lancer Evo VI, IX (2007-09), X, et VIII) (son compatriote Matthias Moosleitner (ex- DDR) a également remporté cette coupe à six reprises, en 1984, 1985, 1989, 1990, 1991 et 2000);
- Participation à la victoire de l'Allemagne dans la Coupe des Nations de la Mitropa Cup, en 2000, 2003, 2007, 2008, 2009, 2013 et 2014 (son fils participe lui aussi à la victoire à partir de 2008);

Quintuple champion d'Allemagne des rallyes:
- Champion d'Allemagne des rallyes en 1995 (copilote Siegfried "Sigi" Schrankl, sur Mitsubishi Lancer Evo III);
- Champion d'Allemagne des rallyes en 2003 (copilote Siegfried Schrankl, sur Mitsubishi Carisma GT Evo VII);
- Champion d'Allemagne des rallyes en 2006 (copilote Siegfried Schrankl, sur Mitsubishi Lancer Evo VIII);
- Champion d'Allemagne des rallyes en 2007 (copilote Siegfried Schrankl, sur Mitsubishi Lancer Evo IX);
- Champion d'Allemagne des rallyes en 2008 (copilote Siegfried Schrankl, sur Mitsubishi Lancer Evo IX);
- ADAC Rallye Masters en 2013 et 2015 (10 victoires);
  - 2e de la Mitropa Cup, en 2011 et 2014;
  - Vice-champion d'Allemagne des rallyes en 2002, sur Mitsubishi Carisma GT Evo VI;
  - Vice-champion d'Allemagne des rallyes en 2004, sur Mitsubishi Lancer Evo VII;
  - 2e de l'ADAC Rallye Masters en 2014;
  - 3e de l'ADAC Rallye Masters en 2010 et 2012;
  - 3e du championnat d'Allemagne des rallyes, en 2014.

### Championnat d'Allemagne
- ADAC - Rallye de Sarre: 2003 et 2011;
- ADAC - Rallye des 3 Cîtés: 2004 et 2010;
- ADAC - Rallye du Bade-Wurtemberg: 2010;

### Plus de 25 victoires dans la Mitropa Cup (record)
...
- Rallye Jänner: 2002 (Autriche);

...
- Rallye des 3 Cîtés: 2003 (7e au général), 2010, 2013 (2e au général), 2014 (2e au général) et 2015 (2e au général) (Allemagne);
- Rallye d'Oberland: 2004 (6e au général), et 2005 (Bavière);
- Rallye de Maribor: 2007, et 2008 (2e au général) (Slovénie);
- Rallye de Trieste: 2007 (2e au général) (Slovénie);
- Rallye de Bassano del Grappa: 2008 (10e au général), 2009 (6e au général), et 2010 (9e au général) (Italie);
- Rallye Krumlov: 2010 (9e au général) (Tchéquie);
- Rallye Saturnus: 2011 (5e au général) et 2014 (2e au général) (Slovénie);
- Rallye del Casentino: 2011 (30e au général) et 2015 (16e au général) (Italie);
- Rallye du Frioul et des Alpes orientales: 2011 (14e au général) (Italie);
- Rallye du Rebenland: 2013 (7e au général) (Autriche);
- Rallye Lavanttal: 2013 (4e au général) et 2015 (3e au général) (Autriche);
- Rallye du Frioul et de Vénétie julienne: 2013 (Italie);
- Rallye de Nova Gorica: 2015 (2e au général) (Slovénie).